# Pellagre
 Mise en garde médicale

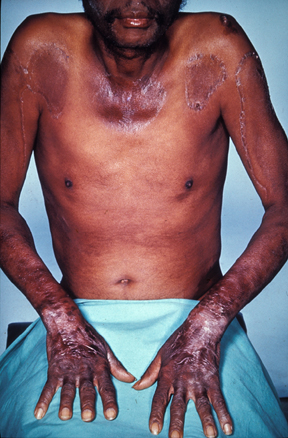
Signes dermatologiques : desquamation, erythème des parties exposées à la lumière solaire.

La pellagre est une maladie due à la malnutrition qui se manifeste par trois catégories de symptômes : dermatite, diarrhée et — dans les cas les plus graves — démence. Dans ces derniers cas, et en absence de traitement, l'issue est la mort. Elle atteint les populations pauvres dont l'alimentation contient peu de tryptophane et de Vitamine B3, comme dans le cas des régimes à base de maïs non nixtamalisé. Devenue rare dans les pays développés, la pellagre affecte encore parfois certaines régions des pays les moins avancés.

## Symptômes
Elle se caractérise par une diarrhée chronique, un syndrome démentiel, une atteinte cutanée à type d'hyperpigmentation des zones découvertes.

## Causes
La manifestation de cette maladie est liée à une carence en vitamine B3 et en tryptophane, un acide aminé essentiel précurseur de cette vitamine, dont le maïs non nixtamalisé est particulièrement pauvre. La vitamine B3 était appelée autrefois « vitamine PP », de PP factor ou pellagra preventive factor, terme créé à l'origine pour désigner le facteur dont le déficit est responsable de la pellagre.

## Épidémiologie
En Europe et aux États-Unis, la pellagre est devenue depuis longtemps une maladie très rare ; les cas sporadiques rapportés sont observés essentiellement chez les sujets éthyliques chroniques ayant un trouble de l’absorption digestive. Aujourd'hui cette maladie se retrouve dans les pays pauvres, notamment en Afrique subsaharienne, où elle devient assez fréquente dans les situations de précarité alimentaire (notamment chez les populations déplacées pour cause de conflits ou de catastrophes naturelles).

## Historique

### Reconnaissance de la maladie
La pellagre a été observée pour la première fois en 1735 par Gaspar Casal en Espagne dans la région d'Oviedo. Cette maladie connue localement sous l'appellation de « mal de la rosa » ne figurait dans aucun des écrits des auteurs anciens : ni Hippocrate, ni Galien, ni même Avicenne n'en rapportent l'existence. Les observations de Casal, qui constituent la première description moderne d'un syndrome, ne furent rendues publiques qu'en 1762 après la publication posthume de son Histoire naturelle et médicale de la Principauté des Asturies (son seul ouvrage). Le travail de Casal — qui fut médecin de Philippe V — passa inaperçu des médecins espagnols, et ce n'est que vers 1800 que d'autres cas de pellagre seront rapportés en Espagne. Un médecin français, François Thierry, qui avait séjourné en Espagne, se fit l'écho des réflexions de Casal dans un écrit paru en 1755.
En dehors de l'Espagne, un important foyer se trouve alors en Italie où des cas sont rapportés sous des appellations locales diverses, notamment en 1740 par Pujati qui la rapproche alors du scorbut. Mais c'est à Francesco Frapolli que l'on doit une description de la maladie et la diffusion de sa connaissance : en 1771, indépendamment des travaux de Casal ou de Thierry qu'il ignore, Francesco Frapolli décrit une maladie qu'il nomme pellagre d'après l'appellation, pellagra, déjà en usage dans la plaine du Pô ; formé  sur le modèle de podagre, pellagra (pelle agra = peau aigre), formé sur le latin pellis, peau. En 1830, d'après un recensement, dans plusieurs endroits du nord de l'Italie, 5 % de la population en était affectée.
En France les observations faites par Jean Hameau dans plusieurs villages des Landes en 1818, ne seront publiées qu'en 1829. Hameau, qui ne connaissait pas les écrits de Thierry, ne fit pas le rapprochement avec la pellagre milanaise ni avec le « mal de la rose », et même si plus tard le Conseil de Salubrité nomma cette maladie « pellagre » c'était d'abord sans préjuger de son identité tant les symptômes étaient d'intensité variable,. La maladie fut ensuite localisée dans les Pyrénées (1853) puis dans le nord de la France et dans le bassin de la Seine (années 1861-1870). C'est surtout Théophile Roussel qui contribuera à faire connaître la maladie en France, par la publication en 1845 de De la pellagre d'abord, mais surtout par la deuxième édition augmentée intitulée Traité de la pellagre et des pseudo-pellagres publié en 1866. L'importance de Roussel est aussi à trouver dans son action continue auprès des autorités sanitaires afin d'éradiquer la pellagre.
Ailleurs des cas de pellagre sont rapportés en Roumanie en 1830, en Autriche en 1887 et l'année suivante en Hongrie ; en Égypte et en Russie les premiers cas sont rapportés dans les années 1890.
Aux États-Unis, la maladie — que les médecins pouvaient connaître du fait de leurs contacts avec l'Europe — n'avait été mentionnée qu'à deux reprises avant le vingtième siècle. Les observations rapportées en 1907 par George Sarcy à propos d'une épidémie de pellagre dans un asile d'aliénés allaient générer d'autres études qui révèleront la gravité du problème sanitaire : entre 1907 et 1911, 15 870 cas seront diagnostiqués dans huit États du Sud ; le taux de mortalité des personnes atteintes était estimé à 39,1 %. Une association nationale pour l'étude de la pellagre est fondée en 1909. Au cours des décennies suivantes la maladie allait s'étendre et gagner en intensité : dans les années 1920 on comptait 100 000 cas par an. Au total, entre 1906 et 1940 ce sont trois millions de personnes qui ont été touchées par cette maladie tandis que 100 000 en moururent.

### Identification des causes de la pellagre
Assez tôt l'apparition de la maladie a pu être corrélée avec la consommation de maïs, sans toutefois que la nature du lien soit alors comprise : Casal avait déjà relevé la prévalence de la consommation de maïs dans la région où sévissait la pellagre, et Frapolli désigna même la consommation de maïs, ainsi que l'exposition au soleil, comme la cause de la maladie. Gaetano Strambio en 1786-1794, François Xavier Jansen en 1787, Hildenbrand firent un parallèle avec l'ergotisme. La cause de la pellagre fut également longtemps recherchée dans le climat, la constitution de l'air ou l'hérédité. En France la maladie ne fut pas seulement observée chez les paysans pauvres se nourrissant exclusivement de maïs, mais également — de manière sporadique — chez les alcooliques, chez des patients d'asiles psychiatriques et chez des personnes ne mangeant jamais de maïs : ces cas, qualifiés de « pseudo-pellagre », inciteront les grands noms de la neurologie du dix-neuvième siècle (Baillarger, Landouzy, Archambault, Babinski) à écarter la consommation de maïs comme cause et à retenir plutôt l'alcoolisme. Avec l'avènement de la découverte des germes et de leur rôle dans l'apparition des maladies, l'attention des chercheurs se porta plutôt vers des microbes ou les champignons. On chercha un organisme produisant une toxine soit sur le grain lui-même soit sur la farine qui en était tirée. Cesare Lombroso par exemple incriminait une toxine.
Les découvertes de Christiaan Eijkman d'abord, puis, en 1912, de Casimir Funk concernant l'étiologie du béribéri, vont ouvrir la voie de la compréhension des causes de la pellagre. Dès 1913 Funk fait d'ailleurs paraître un article où il fait une comparaison explicite entre le béribéri et la pellagre ; il y suggère que la pellagre serait due à une carence en vitamine consécutive aux techniques des minoteries modernes qui privent le grain de son enveloppe et du germe. Cet article ne recueillit alors pas d'attention.
En 1914 toutefois, la Commission « Thompson-McFadden » missionnée pour résoudre l'étiologie de la pellagre (alors très répandue aux États-Unis), arrivait à des conclusions préliminaires fortement favorables à l'hypothèse infectieuse. (En 1917 cette même commission penchera plutôt pour l'hypothèse d'une intoxication.)

### Les apports de Goldberger
À cette époque, beaucoup de gens pensaient que la diversité des aliments n'était pas importante, que seul manger suffisamment pour vivre comptait. Joseph Goldberger eut du mal à propager l'idée que la pellagre était sans doute due à une carence alimentaire plutôt qu'à une infection (ce qui était l'hypothèse préférée). La pellagre sévissait particulièrement dans le sud des États-Unis, une des régions les plus pauvres d'Amérique, où Goldberger remarqua que les plats préparés dans les orphelinats, par exemple, étaient le plus souvent composés de maïs et de viande sèche.
Missionné par le U.S. Public Health Service, Goldberger remettait un premier rapport en 1914, dans lequel il relevait que le personnel de service des établissements — hôpitaux, orphelinats — affectés par la pellagre ne contractait pas la maladie. Pour prouver son hypothèse, Goldberger expérimenta l'effet d'une modification du régime alimentaire dans deux orphelinats. Il refit son expérience dans un asile d'aliénés. Il procéda ensuite à l'expérience inverse : induire la pellagre. Il procéda sur une douzaine de prisonniers volontaires,. Le rapport entre une carence alimentaire et la pellagre a été établi par Joseph Goldberger, qui en 1915 en provoque les symptômes chez des prisonniers volontaires à qui il donne un régime carencé pendant plusieurs mois. L'adjonction d'une alimentation équilibrée permet alors la guérison de la maladie. En 1916, Pour prouver que ce n'était pas une infection, il organisa une expérience avec plusieurs volontaires dont sa femme. Ils ingéraient quotidiennement des capsules contenant des excréments et des croûtes de personnes malades de la pellagre. Personne n'étant tombé malade, Goldberger prouva que la pellagre n'était pas une infection, mais personne ne le crut réellement.
En 1918 Goldberger entreprend des études épidémiologiques de terrain dans sept villages de fileurs de coton.
Ayant épuisé les ressources de l'épidémiologie, Goldberger a recours à l'expérimentation animale, la maladie de la langue noire chez le chien offrant un bon modèle ainsi que l'avaient montré en 1917 Chittenden RH et Underhill FP. Voulant une fois de plus prouver son hypothèse de carence alimentaire, il fit cette fois l'expérience avec des chiens, les rendant malades en les soumettant au régime jugé responsable de la pellagre. Goldberger voyant que les chiens n'étaient pas très enclins à manger leur donna un stimulant alimentaire, de la levure. Malgré le régime strict, les chiens ne tombèrent pas malades, Goldberger en déduisit que la levure (riche en vitamine B) était le remède à la pellagre.
Il arriva ainsi à montrer, en 1926 que la levure est très riche en pellagra-preventive factor
Pendant la crue du Mississippi de 1927 il demande à la Croix-Rouge d'envoyer de grandes quantités de levure dans les zones sinistrées.
L'élément qui prévenait les lésions fut nommé P-P (pellagra-preventive) factor par Goldberger. Ultérieurement, les chercheurs américains l'appelleront « vitamine G » (« G » pour honorer la mémoire de Goldberger décédé en 1929) ; les chercheurs britanniques l'appelleront plutôt vitamine B3.
En 1937 Elvehjem et son équipe démontrent l'effet thérapeutique de l'administration de niacine à des chiens souffrant de la « maladie de la langue noire ». À la suite de cela, l'administration de niacine à des humains est réalisée et aux États-Unis et en Italie. Mais c'est surtout l'administration de niacine en condition réelle telle qu'effectuée par Frontali et Visco entre 1937 et 1940 en Italie qui montrera sans équivoque le rôle thérapeutique de la niacine. Du fait de la situation géopolitique de l'époque, ces travaux auront peu d'écho à l'échelle mondiale.
En 1946 Krehl découvrit qu'un acide aminé, le tryptophane, pouvait, aussi bien que la niacine, empêcher la pellagre chez les animaux de laboratoire. D'autres chercheurs montrèrent que le tryptophane pouvait être transformé en niacine dans l'organisme humain.

### La nixtamalisation
Les Amérindiens, dont le régime traditionnel est basé sur le maïs, ne souffrent pas de pellagre car leur méthode de préparation du maïs, la nixtamalisation, rend assimilable la vitamine B3 qu'il contient et rend plus digestes les protéines de cette céréale. C'est Carpenter qui démontra en 1951 que la biodisponibilité de la niacine contenue dans le maïs pouvait être obtenue par une cuisson dans un milieu très alcalin (pH 11).

## Divers
On a émis la conjecture que le pellagre aurait donné naissance au mythe du vampire.
La pellagre, qui a particulièrement affecté les Afro-Américains, a laissé une trace dans le répertoire du blues : Sonny Terry et Brownie McGhee connurent le succès à travers « I don't want no cornbread, meat and black molasses » ; Leadbelly chanta « I won't go to the Red Cross store » tandis que Champion Jack Dupree, dans Warehouse blues, réclamait « Give us money and jobs, not fruit juice ».
L'écrivain soviétique Varlam Chalamov, dans son ouvrage "Récits de la Kolyma," (notamment dans le récit "Le Gant") décrit des cas de pellagre dans les camps du Goulag soviétique provoqués par l'état de famine dans lequel les prisonniers étaient tenus. D'après Chalamov, la "pellagre" était un des termes édulcorants comme "polyavitaminose" ou "dystrophie alimentaire", qui désignait la faim, mot tabou au Goulag.